# Ernest Obama
Pour les articles homonymes, voir  Obama.
Ernest Obama est un journaliste camerounais. Ex-directeur de Vision 4 TV, il a été limogé par Jean-Pierre Amougou Belinga dont il était proche, en fin juin 2020.

## Biographie

### Enfance, éducation et débuts
Ernest Obama Nana est né le 24 avril 1980.
Il va au Collège Montesquieu puis au Lycée d’Esse. Il a une Licence en philosophie de l’Université de Yaoundé 1, une Maitrise en philosophie morale et politique dans la même université, une Maîtrise professionnelle en journalisme obtenue à l’ESSTIC; option journalisme politique.

### Carrière
Il commence à Radio Siantou en tant que stagiaire comme reporter dans les rubriques de sports.
Plus tard, à Ariane TV la première télévision privée au Cameroun il y passera 5 ans, couvrant plusieurs événements sportifs tels que les Coupes d'Afrique des nations de football organisées en Angola et au Ghana.
A Vision 4 TV, il crée des émissions de référence telles que Club d’élite, Décryptage, Tour D’Horizon, Dimanche des Lions, Passerelle et Africa News Week. Après avoir été Rédacteur en chef adjoint, rédacteur en chef, Directeur de l’information, il devient Directeur Général.
Il est accusé de manquer à l'éthique du journalisme dans son traitement de l'information durant sa carrière à Vision 4. Ce qu'il conteste, même si ses diatribes contre l'opposition et surtout Maurice Kamto laissent penser autre chose.

### Affaires
Après avoir été gardé à vue en fin juin 2020, il est libéré à la demande de Amougou Belinga et devra comparaître libre dans l'affaire qui l'oppose à son ancien employeur.

### Œuvres
Tout est pardonné; livre sur Samuel Eto'o